# 斑渔鸮属
斑漁鴞屬是鴟鴞科下的兩個屬之一。本屬成員與魚鴞屬相當親近，故分類上仍有一定爭議性。
本屬成員目前有三種物種：
- 矛斑漁鴞 S. bouvieri Sharpe, 1875
- 橫斑漁鴞 S. peli Bonaparte, 1850
- 棕漁鴞 S. ussheri Sharpe, 1871